# Unicodeblock Tai Le
Der Unicodeblock Tai Le (U+1950 bis U+197F) enthält die Schrift für die Sprache Tai Nüa, eine der vier Schriftsprachen des Dai-Volkes in China. Mit der Tai-Le-Schrift wird auch die Sprache Tai Lü (ältere Schrift) geschrieben, die heute nebeneinander mit einer weiteren Schrift dieses Volkes (Neu-Tai-Lue), die in den 1950er Jahren auf der Grundlage der alten Tai-Le-Schrift entwickelt wurde, verwendet wird, und die im auf diesen Block folgenden Unicodeblock Neu-Tai-Lue kodiert ist.

## Tabelle
Alle Zeichen haben die allgemeine Kategorie „Anderer Buchstabe“ und die bidirektionale Klasse „Links nach rechts“.
| Unicodenummer | Zeichen (400 %) | Offizielle Bezeichnung | Beschreibung          |
| ------------- | --------------- | ---------------------- | --------------------- |
| U+1950 (6480) | ᥐ               | TAI LE LETTER KA       | Tai Le-Buchstabe Ka   |
| U+1951 (6481) | ᥑ               | TAI LE LETTER XA       | Tai Le-Buchstabe Xa   |
| U+1952 (6482) | ᥒ               | TAI LE LETTER NGA      | Tai Le-Buchstabe Nga  |
| U+1953 (6483) | ᥓ               | TAI LE LETTER TSA      | Tai Le-Buchstabe Tsa  |
| U+1954 (6484) | ᥔ               | TAI LE LETTER SA       | Tai Le-Buchstabe Sa   |
| U+1955 (6485) | ᥕ               | TAI LE LETTER YA       | Tai Le-Buchstabe Ya   |
| U+1956 (6486) | ᥖ               | TAI LE LETTER TA       | Tai Le-Buchstabe Ta   |
| U+1957 (6487) | ᥗ               | TAI LE LETTER THA      | Tai Le-Buchstabe Tha  |
| U+1958 (6488) | ᥘ               | TAI LE LETTER LA       | Tai Le-Buchstabe La   |
| U+1959 (6489) | ᥙ               | TAI LE LETTER PA       | Tai Le-Buchstabe Pa   |
| U+195A (6490) | ᥚ               | TAI LE LETTER PHA      | Tai Le-Buchstabe Pha  |
| U+195B (6491) | ᥛ               | TAI LE LETTER MA       | Tai Le-Buchstabe Ma   |
| U+195C (6492) | ᥜ               | TAI LE LETTER FA       | Tai Le-Buchstabe Fa   |
| U+195D (6493) | ᥝ               | TAI LE LETTER VA       | Tai Le-Buchstabe Va   |
| U+195E (6494) | ᥞ               | TAI LE LETTER HA       | Tai Le-Buchstabe Ha   |
| U+195F (6495) | ᥟ               | TAI LE LETTER QA       | Tai Le-Buchstabe Qa   |
| U+1960 (6496) | ᥠ               | TAI LE LETTER KHA      | Tai Le-Buchstabe Kha  |
| U+1961 (6497) | ᥡ               | TAI LE LETTER TSHA     | Tai Le-Buchstabe Tsha |
| U+1962 (6498) | ᥢ               | TAI LE LETTER NA       | Tai Le-Buchstabe Na   |
| U+1963 (6499) | ᥣ               | TAI LE LETTER A        | Tai Le-Buchstabe A    |
| U+1964 (6500) | ᥤ               | TAI LE LETTER I        | Tai Le-Buchstabe I    |
| U+1965 (6501) | ᥥ               | TAI LE LETTER EE       | Tai Le-Buchstabe Ee   |
| U+1966 (6502) | ᥦ               | TAI LE LETTER EH       | Tai Le-Buchstabe Eh   |
| U+1967 (6503) | ᥧ               | TAI LE LETTER U        | Tai Le-Buchstabe U    |
| U+1968 (6504) | ᥨ               | TAI LE LETTER OO       | Tai Le-Buchstabe Oo   |
| U+1969 (6505) | ᥩ               | TAI LE LETTER O        | Tai Le-Buchstabe O    |
| U+196A (6506) | ᥪ               | TAI LE LETTER UE       | Tai Le-Buchstabe Ue   |
| U+196B (6507) | ᥫ               | TAI LE LETTER E        | Tai Le-Buchstabe E    |
| U+196C (6508) | ᥬ               | TAI LE LETTER AUE      | Tai Le-Buchstabe Aue  |
| U+196D (6509) | ᥭ               | TAI LE LETTER AI       | Tai Le-Buchstabe Ai   |
| U+1970 (6512) | ᥰ               | TAI LE LETTER TONE-2   | Tai Le-Tonzeichen     |
| U+1971 (6513) | ᥱ               | TAI LE LETTER TONE-3   | Tai Le-Tonzeichen     |
| U+1972 (6514) | ᥲ               | TAI LE LETTER TONE-4   | Tai Le-Tonzeichen     |
| U+1973 (6515) | ᥳ               | TAI LE LETTER TONE-5   | Tai Le-Tonzeichen     |
| U+1974 (6516) | ᥴ               | TAI LE LETTER TONE-6   | Tai Le-Tonzeichen     |